# Znojmo
Znojmo je grad u Češkoj Republici. Nalazi se u okviru povijesne pokrajine Moravske. Znojmo je drugi po veličini grad upravne jedinice Južnomoravski kraj, u okviru kojeg je sjedište zasebnog okruga Znojmo. Grad je udaljen od 205 km jugoistočno od Praga, a od prvog većeg grada, Brna, 65 km jugozapadno.

## Povijest
Područje Znojma naseljeno je još od doba prapovijesti. Naselje pod današnjim nazivom prvi put se u pisanim dokumentima spominje u 11. stoljeću. Gradaska prava dobiva 1226. godine. Glavno stanovništvo u prošlosti bili su Nijemci.
1919. godine Znojmo je postao dio novoosnovane Čehoslovačke. 1938. godine Znojmo, kao naselje s njemačkom većinom, je pripojeno Trećem Reichu u sklopu Sudetskih oblasti. Poslije Drugog svjetskog rata domaći Nijemci su se prisilno iselili iz grada u Njemačku. U vrijeme komunizma grad je naglo industrijaliziran, pa je došlo do naglog povećanja stanovništva. Poslije osamostaljenja Češke došlo je do opadanja aktivnosti teške industrije, i do problema s prestrukturiranjem privrede.

## Poznate osobe
- Václav Prokop Diviš (1698. – 1765.) - češki svećenik i teolog

- Klement Marija Hofbauer (1751. – 1820.) - češki redemptorist i svetac

- Franz Woidich (1921. – 2004.) - luftwaffeov zračni as

- Květoslav Svoboda (r. 1982.) - češki plivač i olimpijac